# Lydina americana
Lydina americana là một loài ruồi trong họ Tachinidae.